# Vincas Mykolaitis-Putinas
Vincas Mykolaitis-Putinas (Gudeliai, 1893 — Kaunas, 1967) va ser un escriptor lituà.
Entre 1909 i 1932 va ser seminarista, carrera que va abandonar per dedicar-se a l'ensenyament. Va treballar a la Universitat de Vílnius i la de Kaunas. El seu estil beu del romanticisme i la cultura popular i agafa un estil patriòtic després de la independència de Lituània el 1918. També va ser crític i traductor.

## Obres
- Raudoni žiedai (‘Flors roges', 1913)
- Vergas (‘L'esclau’, 1924)
- Altoriu šešėly (‘A l'ombra de l'altar’, 1933)
- Sukilėliai